# Paravanul (film)
Paravanul (în engleză The Front) este un film dramatic din 1976, regizat de Martin Ritt după scenariul lui Walter Bernstein⁠(d) și avându-i rolurile principale pe Woody Allen și Zero Mostel. Filmul este un manifest cinematografic împotriva listei negre de la Hollywood din anii 1950, când actorii, scenariștii, regizorii și alți specialiști nu au mai putut fi angajați, fiind acuzați că au desfășurat activități politice subversive în sprijinul comunismului sau că ar fi ei înșiși comuniști.
Mai multe persoane implicate în realizarea filmului — printre care scenaristul Bernstein, regizorul Ritt și actorii Mostel, Herschel Bernardi⁠(d) și Lloyd Gough⁠(d) — au fost incluse pe lista neagră. (Numele fiecăruia de pe genericul de final este urmat de „Blacklisted 19--” și de anul înscrierii pe listă.) Bernstein a fost trecut pe acea listă după ce a fost menționat în jurnalul Red Channels care i-a identificat pe presupușii comuniști și pe simpatizanții comuniști.

## Distribuție
- Woody Allen — Howard Prince
- Zero Mostel — Hecky Brown
- Herschel Bernardi⁠(d) — Phil Sussman
- Michael Murphy⁠(d) — Alfred Miller
- Andrea Marcovicci⁠(d) — Florence Barrett
- Remak Ramsay⁠(d) — Francis X. Hennessey
- Marvin Lichterman — Myer Prince
- Lloyd Gough⁠(d) — Herbert Delaney
- David Margulies⁠(d) — William Phelps

## Recepție

### Răspuns critic
În aprilie 2021, Paravanul avea un rating de aprobare de 72% pe site-ul Rotten Tomatoes pe baza a 25 de recenzii critice.

### Premii
Pentru The Front, Walter Bernstein a fost nominalizat în 1977 la Premiul Oscar pentru cel mai bun scenariu original, iar Zero Mostel a fost nominalizat la premiul BAFTA pentru cel mai bun actor în rol secundar. Andrea Marcovicci a fost nominalizată în 1977 la Premiul Globul de Aur pentru noua vedetă a anului – actriță.